# História dos judeus na Rússia

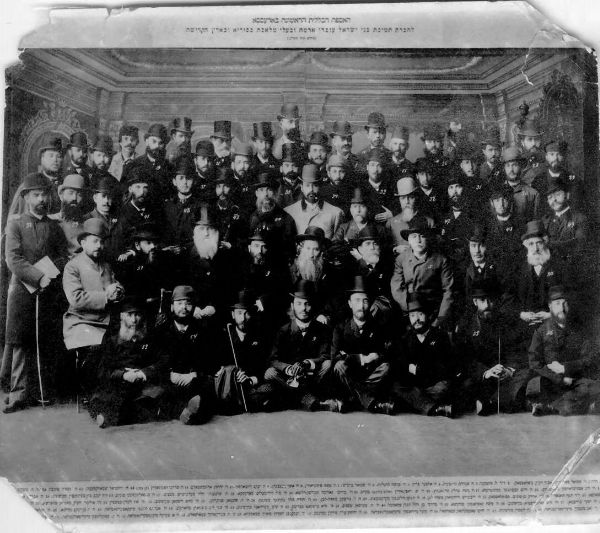
Primeira reunião geral da entidade filantrópica sionista Comitê de Odessa em maio de 1890

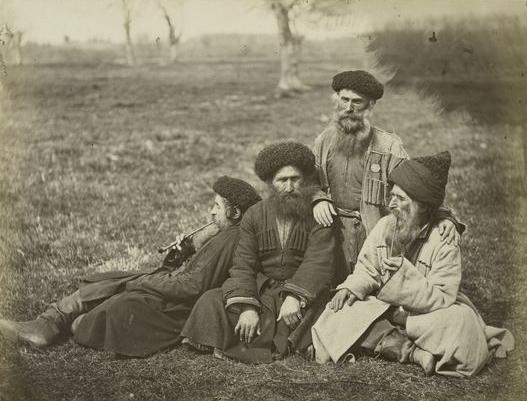
Judeus do Cáucaso por volta de 1898

A história dos judeus na Rússia e áreas historicamente ligadas a ela remonta há pelo menos 1500 anos. Os judeus no país constituíram historicamente uma grande diáspora religiosa; os vastos territórios do Império Russo sempre hospedaram a maior população judaica do mundo. Nesses territórios, as comunidades judaicas, principalmente asquenazes de áreas diferentes floresceram e desenvolveram muitas das tradições teológicas e culturais mais distintivas do judaísmo moderno, ao mesmo tempo que enfrentavam períodos de políticas e perseguições antissemitas discriminatórias. O maior grupo entre judeus russos são os asquenazis, mas a comunidade também inclui um número significativo de outros grupos judaicos diaspóricos, como os judeus da montanha, os judeus sefarditas (de ascendência ibérica), caraítas da Crimeia, Krymchaks (da Crimeia), os judeus bucaranos e da Geórgia.
A presença de judeus na parte européia da Rússia pode ser verificada desde os séculos VII e XIV. Nos séculos XI e XII, a população judaica em Kiev, na atual Ucrânia, estava restrita a um grupo separado. A evidência da presença de judeus na Rússia moscovita é documentada pela primeira vez numa crônica de 1471. Durante o reinado de Catarina II no século XVIII, judeus estavam restritos às colônias agrícolas judaicas (1791–1917) dentro do Império Russo, um território em que podiam viver ou imigrar. Em 1882, Alexandre III estabeleceu as Leis de Maio, legislação que ditava regras de convivência exclusivas para a população judaica. E foi a partir da década de 1880 que ondas de pogroms anti-judeus varreram várias regiões do império durante várias décadas, fazendo com que mais de dois milhões de judeus fugissem da Rússia entre 1880 e 1920, principalmente para os Estados Unidos e Palestina. A zona de assentamento judeu no Império Russo tirou muitos dos direitos que os judeus da Rússia desfrutavam no final do século XVII. Neste momento, estavam restritos a uma pequena área do que é a atual Bielorrússia, Lituânia, Polônia, Moldávia, Letônia e Ucrânia, embora existissem comunidades judaicas em outras partes do Império, principalmente na Sibéria e Cáucaso. Enquanto a Europa Ocidental estava experimentando emancipação neste momento, as leis para judeus estavam se tornando mais rigorosas. A população encarava judeus a partir tanto da religião, quanto a partir de raça, algo que não se podia escapar mesmo se tentassem. Lentamente, os judeus foram autorizados a avançar para o leste em direção a uma região menos populosa, ainda que apenas uma pequena parcela da população tenha optado por emigrar. Nesta área mais espalhada, os judeus viviam em comunidades, conhecidas como Shtetl (em iídiche: שטעטל; romaniz.: lit. "cidadezinha"), aldeias de maioria judaica ou bairros judaicos dentro de centros urbanos nos quais judeus mantinham seu estilo de vida tradicional em um meio rural, que muitas vezes eram atacadas por levantes antissemitas ou multidão de católicos (pogroms).
Antes de 1917, havia 300 mil sionistas na Rússia, enquanto a principal organização socialista judaica, o Bund, tinha 33 mil membros. Apenas 958 judeus se juntaram aos Bolcheviques antes de 1917; milhares se juntaram depois da Revolução.:565 Os anos caóticos da Primeira Guerra Mundial, as revoluções de Fevereiro e Outubro e a Guerra Civil Russa criaram disrupções sociais que levaram ao antissemitismo. Cerca de 150 mil judeus foram mortos nos pogroms de 1918–1922, 125 mil na Ucrânia, 25 mil na Bielorrússia. Estes foram provavelmente os massacres europeus de judeus de maior escala até esta data. Os pogroms eram principalmente perpetrados por forças anticomunistas, mas às vezes, as unidades do Exército Vermelho também estavam envolvidas em pogroms. Após um curto período de confusão, os soviéticos começaram a executar indivíduos culpados e até mesmo dissolver as unidades do exército cujos homens haviam atacado judeus. Ainda assim os pogroms ainda eram perpetrados depois disso, principalmente por unidades ucranianas do Exército Vermelho durante seu retiro da Polônia (1920). Os pogroms da Guerra Civil Russa chocaram o mundo judaico e reuniram muitos para o Exército Vermelho e o regime soviético, além de fortalecerem o desejo de criar uma pátria para o povo. Em agosto de 1919, o governo soviético prendeu muitos rabinos, apreendeu propriedades judaicas, incluindo sinagogas, e dissolveu muitas de suas comunidades. A seção judaica do Partido Comunista denominou o uso da língua hebraica "reacionária" e "elitista" e o ensino do hebraico foi banido. Os sionistas foram perseguidos duramente, com comunistas judeus liderando os ataques. :567 Após a guerra civil, no entanto, as novas políticas do governo bolchevique produziram uma cultura judaica florescente na Rússia e na Ucrânia ocidental na década de 1920. O governo soviético proibiu todas as expressões de antissemitismo, com o uso público do insulto étnico "Yid" (em ucraniano: жид; Yid), com uma punição de até um ano de prisão, além de tentar modernizar a comunidade judaica estabelecendo 1 100 escolas 3 40 jornais diários em língua iídiche e estabelecendo judeus em fazendas na Ucrânia e na Crimeia; o número de judeus que trabalhavam na indústria mais do que duplicou entre 1926 e 1931. :567 No início de 1930, os judeus eram 1,8% da população soviética, mas 12-15% de todos os estudantes universitários. Em 1934, o Estado soviético estabeleceu o Oblast Autônomo Judaico no Extremo Oriente, mas a região nunca chegou a ter uma maioria de população judaica. Hoje, este oblast é a única região autônoma da Rússia e, além de Israel, o único território judeu do mundo com status oficial.
Embora a União Soviética proibisse o antissemitismo por lei, tal preconceito era praticado pelo Estado, com a observação do sabá sendo banida em 1929, além da prisão, execução e classificação de rabinos hassídicos, como foi o caso de Joseph Isaac Schneerson e Levi Isaac Schneerson prefigurando a dissolução da língua iídiche no Yevsektsiya do Partido Comunista em 1930 e uma repressão ainda pior por vir. :567 Inúmeros judeus foram vítimas dos Expurgos de Stalin, tachados "contra-revolucionários" e "nacionalistas reacionários", embora na década de 1930 os judeus estivessem subrepresentados na população das Gulags.:567 A participação dos judeus na elite governante soviética diminuiu durante a década de 1930, mas ainda era maior do que o dobro de sua proporção na população soviética em geral. Segundo o historiador israelense Benjamin Pinkus, "Podemos dizer que os judeus na União Soviética assumiram uma posição privilegiada, anteriormente ocupada pelos alemães na Rússia czarista".:83
Na década de 1930, muitos judeus ocuparam altos cargos no Alto Comando do Exército Vermelho: os generais Iona Yakir, Yan Gamarnik, Yakov Smushkevich (Comandante da Força Aérea Soviética) e Grigori Shtern (Comandante em Chefe na guerra contra o Japão e na Guerra de Inverno). :84 Durante a Segunda Guerra Mundial, cerca de 500 mil soldados no Exército Vermelho eram judeus; cerca de 200 mil foram mortos em batalha. Cerca de 160 mil foram condecorados e mais de uma centena alcançaram o posto de general do Exército Vermelho. Mais de 150 foram designados Heróis da União Soviética, a maior honraria no país. Acredita-se que mais de dois milhões de judeus soviéticos tenham morrido durante o Holocausto durante a guerra e nos territórios ocupados pelos nazistas. No final da década de 1980 e no início dos anos 90, muitos judeus soviéticos aproveitaram a oportunidade de políticas de emigração, com mais da metade da população, a maioria para Israel e o Ocidente: Alemanha, Estados Unidos, Canadá e Austrália. Por muitos anos durante esse período, a Rússia teve uma taxa de imigração mais elevada em direção à região do que qualquer outro país. A população judaica da Rússia ainda é a terceira maior da Europa, depois da França e do Reino Unido. Em novembro de 2012, o Museu Judaico e Centro de Tolerância, um dos maiores museus de história judaica do mundo, abriu em Moscou.  Nos últimos anos, particularmente desde o início dos anos 2000, os níveis de antissemitismo na Rússia foram baixos e diminuíram constantemente. No entanto, ainda há incidentes de antissemitismo registrados. Alguns descrevem um "renascimento" na comunidade judaica dentro da Rússia desde o início do século XXI.

## História antiga
Judeus estiveram presentes na Armênia e na Geórgia contemporânea desde o Cativeiro Babilônico. Os registros existem desde o século IV, mostrando que haviam cidades armênias possuindo populações judaicas que variam de 10 mil a 30 mil, junto de importantes assentamentos judaicos na Crimeia. A presença de judeus nos territórios correspondentes à Bielorrússia, Ucrânia e a parte européia da Rússia moderna pode ser percebida até os séculos VII a XIV. A cerca do século X a Rússia era muito próxima dos judeus, pois percebia que a melhora das relações com outras regiões .s favorecia
No período de 65 a.C. a região de Canaã e da Palestina eram dominadas pelos romanos, que expulsaram os judeus revoltosos, que partiram em diáspora pelo mundo. Posteriormente, a partir da de´cada de 1090 d.C. eles foram perseguidos por cristãos, juntos da Santa Inquisição na Europa (condenados pelo Catolicismo pela morte de Jesus). Assim refugiaram-se em regiões protestantes do norte ocidental da Europa, possivelmente nas regiões das atuais Polônia, Lituânia, Ucrânia e Bielorrússia (que ainda não eram integradas à Rússia).
Sob a influência das comunidades judaicas caucasianas, Bulan, o general dos Cazares (povo turcomano), e as classes dominantes da Cazária (área da atual Ucrânia, sul da Rússia e Cazaquistão), podem ter adotado o judaísmo, em algum momento do final do século VIII ou início do século IX. Após a conquista do reino da Cazária por Esvetolau I (969) a população Cazar judaica pode ter assimilado, ou migrado em parte para a Europa no século X com o colapso de sua nação (Canato Cazar).

## Rússia de Quieve e Polônia
Nos século XI e XII, a população judaica pode ter sido restrita a uma região separada em Quieve, conhecida como Cidade Judaica (antigo eslavo oriental: Жидове, Zhidove, ou seja, "Os Judeus"), os portões provavelmente levando a que eram conhecidos como Portas Judaicas (antigo eslavo oriental: Жидовская ворота, Zhidovskaya vorota). A comunidade quievana estava orientada para Bizâncio (Romaniota), Babilônia e Palestina nos séculos X e XI, mas parece ter sido cada vez mais aberta aos asquenazes a partir do século XII. No entanto, poucas obras da atividade intelectual judaica quievana existem. Outras comunidades ou grupos de indivíduos são conhecidos de Czernicóvia e, provavelmente, Volodimíria. Naquela época, os judeus provavelmente foram encontrados também no nordeste da Rússia, nos domínios do Príncipe André, o Pio (1169–1174), embora seja incerto até que ponto eles teriam vivido lá permanentemente.
Embora o nordeste da Rússia tenha uma população judaica baixa, países a oeste tinham populações judaicas em rápido crescimento, à medida que as ondas de pogroms e expulsões anti-judias dos países da Europa Ocidental marcaram os últimos séculos da Idade Média, uma parte considerável das populações judaicas moveram-se para países mais tolerantes da Europa Central e Oriental, bem como do Oriente Médio.
Foram expulsos em massa da Inglaterra, França, Espanha e a maioria dos outros países da Europa Ocidental em vários momentos, e perseguidos na Alemanha no século XIV. Muitos judeus da Europa Ocidental migraram para a Polônia com o convite do governante Casimiro III, o Grande a se instalar em áreas controladas pela Polônia na Europa Oriental como terceiro estado, embora restrita a serviços intermediários comerciais em uma sociedade agrícola para o rei polonês e a nobreza entre 1330 e 1370.
Depois de se instalar na Polônia (mais tarde Comunidade Polaco-Lituana) e na Hungria (mais tarde Áustria-Hungria), a população expandiu-se para as áreas levemente povoadas da Ucrânia e da Lituânia, que se tornariam parte do crescente Império Russo. Em 1495, Alexandre Jagelão expulsou moradores judeus do Grão-Ducado da Lituânia, mas reverteu sua decisão em 1503.
Nos shtetl povoados quase que inteiramente por judeus, ou em cidades de tamanho médio, onde constituíam uma parte significativa da população, as comunidades judaicas tradicionalmente governavam-se de acordo com o halachá e eram limitadas pelos privilégios concedidos pelos governantes locais. Esses judeus não foram assimilados nas grandes sociedades da Europa Oriental e identificados como um grupo étnico com um conjunto único de crenças e práticas religiosas, bem como um papel econômico etnicamente singular.

## Czarado da Rússia

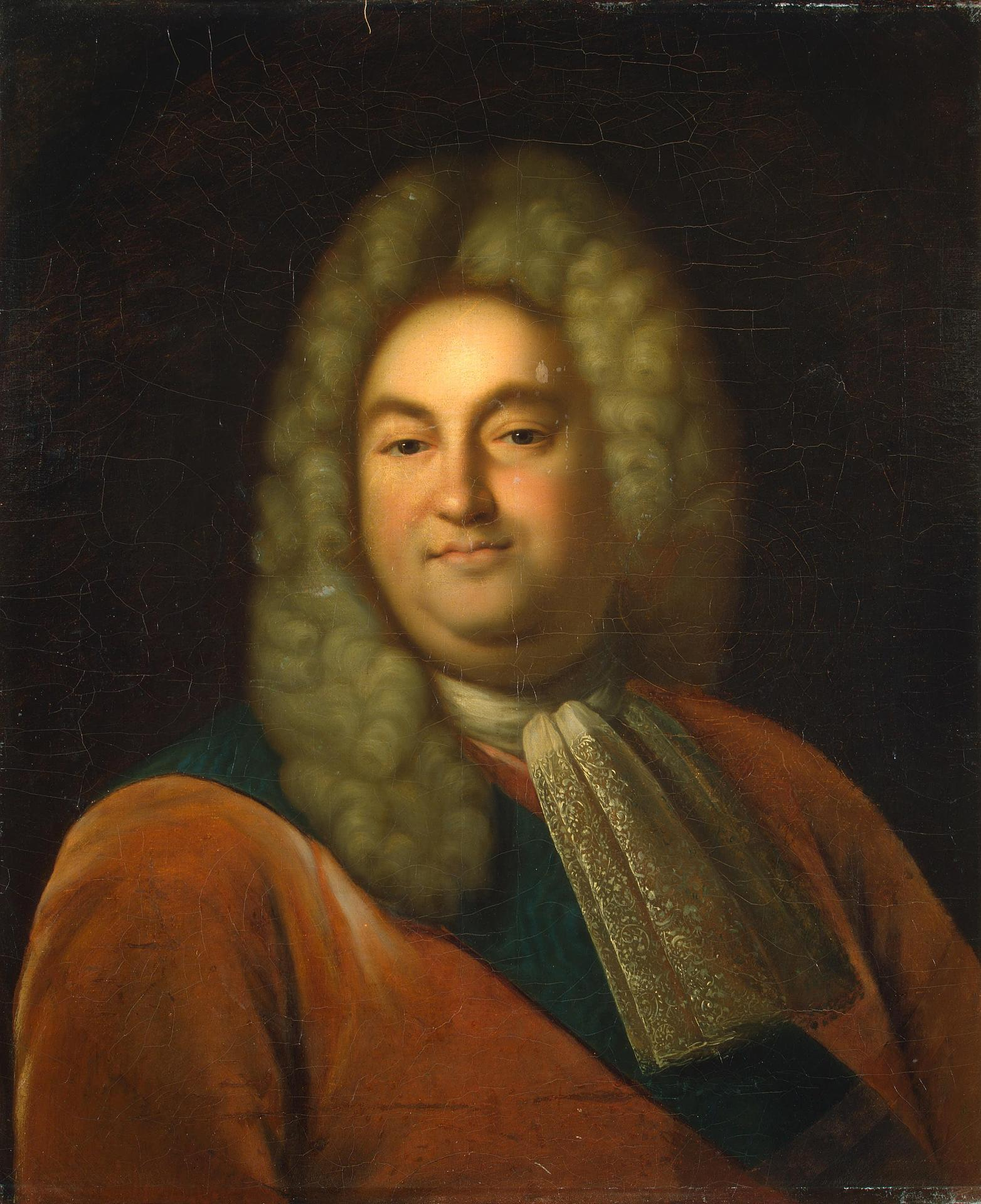
Peter Shafirov, vice-chanceler da Rússia sob Pedro, o Grande

Evidência documental sobre a presença de judeus na Rússia moscovita é encontrada pela primeira vez nas crônicas de 1471. A população relativamente pequena deles estava sujeita a leis discriminatórias, mas elas não parecem ter sido aplicadas em todos os momentos. Os judeus residentes em cidades russas e ucranianas sofreram numerosas perseguições religiosas. Os judeus convertidos ocasionalmente subiam a posições importantes no Estado russo. Peter Shafirov, vice-chanceler sob Pedro, o Grande, era de origem judaica.

## Império Russo

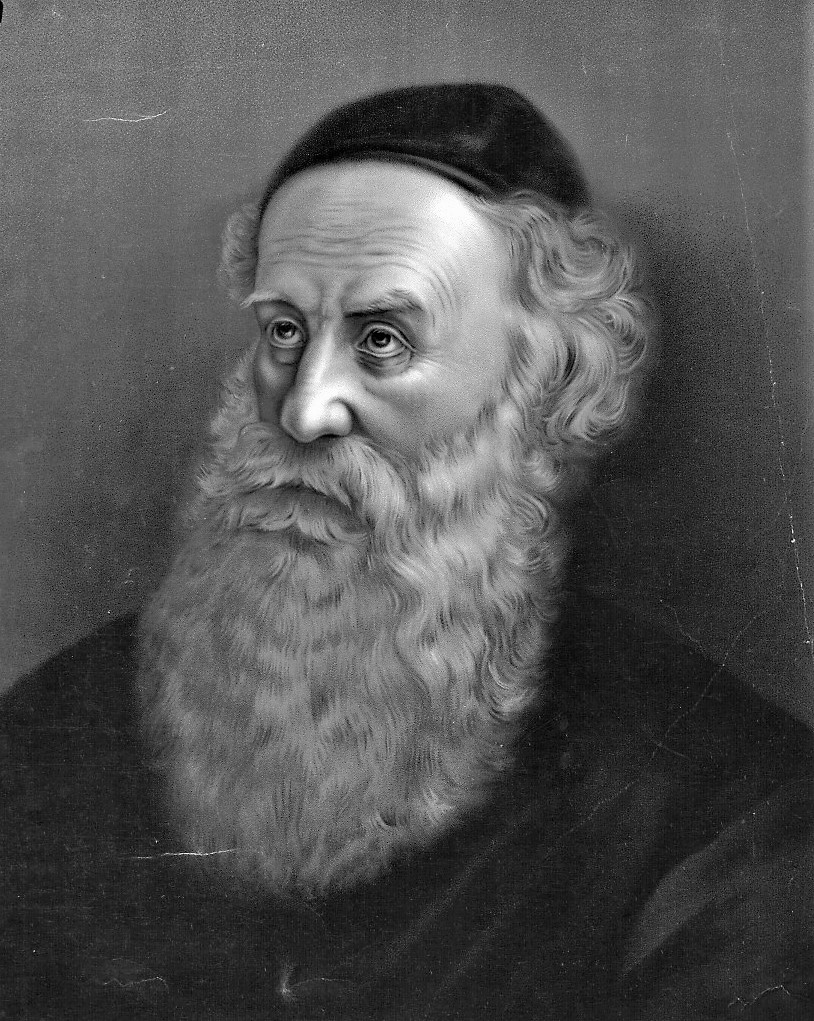
Shneur Zalman de Liadi, fundador da Chabad Lubavitch

A situação mudou radicalmente durante o reinado de Catarina II, quando o Império Russo adquiriu o domínio sobre grandes territórios lituanos e poloneses que historicamente incluíam uma alta proporção de residentes judeus, especialmente durante a segunda (1793) e terceira (1795) partilha da Comunidade Polonesa-Lituana. Sob o sistema legal da Comunidade, judeus suportaram restrições econômicas eufemizadas como "deficiências", que também continuaram seguindo a ocupação russa. Catarina estabeleceu a Zona de Assentamento Judeu, que incluiu a Lituânia, Polônia, Ucrânia e a Crimeia (a última foi posteriormente excluída). Os judeus estavam restritos à residência na Zona de Assentamento e eram obrigados a obter permissão especial para imigrar para outras partes da Rússia. Dentro da Zona de Assentamento, os residentes judeus receberam o direito de votar nas eleições municipais, mas seu voto foi limitado a um terço do número total de eleitores, embora sua proporção em muitas áreas fosse muito maior, mesmo a maioria. Isso serviu para fornecer uma aura de democracia, enquanto institucionalizava conflitos entre grupos étnicos a nível local.
As comunidades judaicas na Rússia eram governadas internamente por órgãos administrativos locais, predominantemente teocráticos, chamados de Conselhos de Anciãos (Qahal, Kehilla), constituídos em todas as cidades ou aldeias que possuíam uma população judaica. Os Conselhos de Anciãos tinham jurisdição sobre os judeus em matéria de litígio interno, bem como as transações fiscais relativas à cobrança e pagamento de impostos (capitação, imposto sobre a terra etc.). Mais tarde, esse direito de cobrar impostos foi severamente abusado; em 1844, a autoridade civil dos Conselhos de Anciãos sobre a sua população judaica foi abolida.

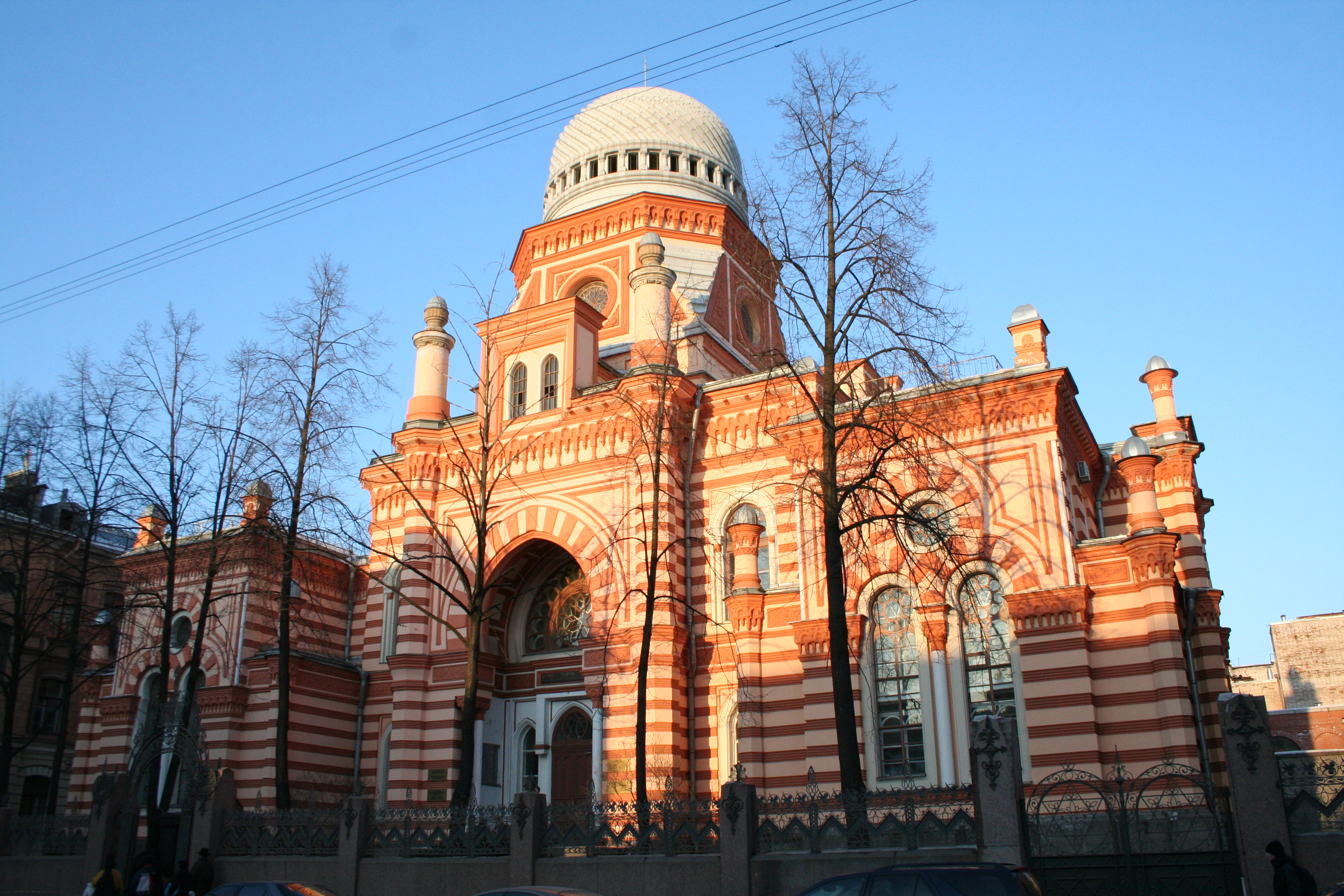
A Sinagoga do Grande Coral de São Petersburgo, entre as maiores do mundo

Sob Alexandre I e Nicolau I, foram elaborados decretos que exigiam que um membro falante da língua russa de uma comunidade judaica fosse nomeado para atuar como intermediário entre sua comunidade e o governo imperial para desempenhar certos deveres civis, como o registro de nascimentos, casamentos e divórcios. Esta posição passou a ser conhecida como o rabino da coroa, embora nem sempre fossem rabinos e, muitas vezes, não eram respeitados pelos membros de suas próprias comunidades porque a principal qualificação do seu trabalho era a fluência do russo e muitas vezes não tinham educação ou conhecimento da lei judaica.
O início do século XIX foi marcado pelo movimento intensivo de judeus para Novorossiya (Nova Rússia), onde cidades, aldeias e colônias agrícolas surgiram rapidamente. As rebeliões que começaram com a Revolta Dezembrista de 1825, seguidas pela luta da intelectualidade russa, e o surgimento do niilismo, do liberalismo, do socialismo, do sindicalismo e, finalmente, do marxismo ameaçaram a antiga ordem czarista.

### Recrutamento forçado e tensões na comunidade judaica

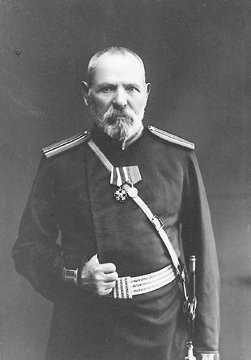
Cantonista Herzel Yankel Tsam. Depois de 1827, cotas de meninos caraítas e judeus foram recrutados à força no serviço militar aos doze anos e colocados para a educação militar de seis anos em escolas cantonistas. Então eles foram obrigados a servir no Exército Imperial Russo por 25 anos após a conclusão de seus estudos, muitas vezes nunca mais vendo suas famílias.

O "decreto de 26 de agosto de 1827" tornou os judeus responsáveis pelo serviço militar e permitiu seu recrutamento entre os doze e vinte e cinco anos de idade. Todos os anos, a comunidade judaica tinha que fornecer quatro recrutas para cada mil habitantes. No entanto, na prática, as crianças foram frequentemente recrutadas com apenas oito ou nove anos. Aos 12 anos, eles seriam colocados para a educação militar de seis anos em escolas cantonistas. Então foram obrigados a servir no Exército Imperial Russo por 25 anos após a conclusão dos estudos, muitas vezes nunca mais vendo suas famílias. Cotas estritas foram impostas a todas as comunidades e as qahals receberam a tarefa desagradável de implementar o recrutamento dentro das comunidades judaicas. Uma vez que os membros das guildas de comerciantes, colonos agrícolas, mecânicos de fábrica, clérigos e todos os judeus com educação secundária estavam isentos, e os ricos subornavam a dispensa do recrutamento para seus filhos, poucos recrutas em potencial estavam disponíveis; a política adotada afiou profundamente as tensões sociais judaicas internas. Buscando proteger a integridade socioeconômica e religiosa da sociedade judaica, os qahals fizeram o seu melhor para incluir "judeus não úteis" nas listas preliminares, de modo que os chefes das famílias de classe média que pagavam impostos estavam predominantemente isentos do recrutamento, considerando que os judeus solteiros, bem como os "hereges" (o haskalá influenciou pessoas), os indigentes, os marginalizados e crianças órfãs foram incluídos. Eles usaram seu poder para reprimir os protestos e intimidar os informantes potenciais que procuraram expor a arbitrariedade do qahal ao governo russo. Em alguns casos, os anciãos das comunidades tiveram os informantes mais ameaçadores assassinados.
A lei de zoneamento foi suspensa durante a Guerra da Crimeia, quando o recrutamento se tornou anual. Durante este período, os líderes de qahals empregariam informantes e sequestradores (em russo: ловчики; romaniz.: lovchiki; em iídiche: khappers) quantos possíveis conscritos preferiam fugir em vez de se submeter voluntariamente. No caso de cotas não cumpridas, meninos de oito anos e até mais jovens foram frequentemente tomados. A política oficial russa era encorajar a conversão de cantonistas judeus na religião estatal do cristianismo ortodoxo e meninos eram coagidos ao batismo. Como a comida do cashrut não estava disponível, eles foram confrontados com a necessidade de abandonar as leis alimentares judaicas. Meninos católicos poloneses estavam sujeitos a uma pressão semelhante para se converter e assimilar, já que o Império Russo era hostil ao catolicismo e ao nacionalismo polonês.

### Haskalá no Império Russo
O isolamento cultural e habitual dos judeus gradualmente começou a ser corroído. Um número cada vez maior de judeus adotou a língua e os costumes russos. A educação russa foi espalhada entre a população. Uma série de periódicos judaico-russos apareceu.

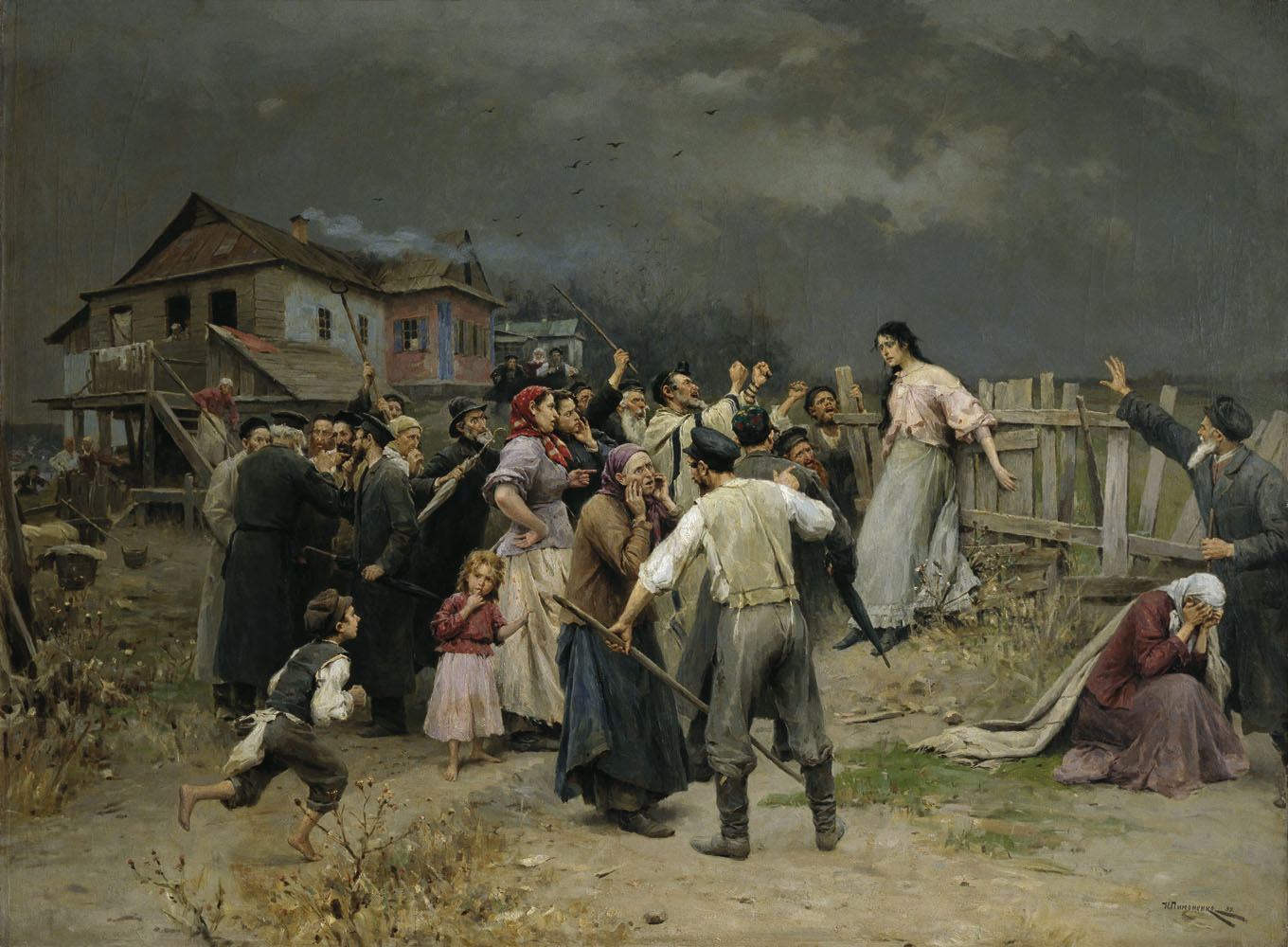
Vítima do Fanatismo. Pintura de Mykola Pymonenko, 1899. A pintura não representa um pogrom, mas na verdade documenta um evento na Ucrânia que o artista leu: uma mulher judaica foi atacada por membros de sua comunidade por se apaixonar por um cristão convertido. Pessoas da cidade estão levantando varas e objetos, e seus pais são mostrados à direita, denunciando-a.

Alexandre II era conhecido como o "czar libertador" pela abolição da servidão na Rússia em 1861. Sob o seu domínio, os judeus não podiam contratar servos cristãos, não podiam possuir terras e eram restritos nas viagens. Alexander III foi um firme reacionário e antissemita, influenciado por Pobedonostsev. que aderiu estritamente à antiga doutrina de Ortodoxia, Autocracia e Nacionalidade. Sua escalada de políticas anti-judaicas procurou inflamar o "antissemitismo popular", que retratava os judeus como "assassinos de Cristo" e os opressores das vítimas eslavas e cristãs.
Uma onda em grande escala de pogroms anti-judeus varreu a Ucrânia em 1881, depois que os judeus foram erroneamente culpados pelo assassinato de Alexandre II. No surto de 1881, havia pogroms em 166 cidades ucranianas, milhares de casas judaicas foram destruídas, muitas famílias foram reduzidas a condições extremas de pobreza;[carece de fontes?] um grande número de homens, mulheres e crianças ficaram feridas e alguns morreram. Os distúrbios no sul voltaram a chamar a atenção do governo para a questão judaica. Uma conferência foi convocada no Ministério do Interior e, em 15 de maio de 1882, foram apresentados os chamados Regulamentos Temporários que permaneceram em vigor há mais de trinta anos e passaram a ser conhecidos como as Leis de Maio.
A legislação repressiva foi revisada repetidamente. Muitos historiadores observaram a concordância dessas políticas antissemitas impostas pelo estado com ondas de pogroms que continuou até 1884, com pelo menos conhecimento do governo tácito e, em alguns casos, policiais foram vistos incitando ou se juntaram à multidão.
A política sistemática de discriminação proibiu os judeus de áreas rurais e cidades de menos de dez mil pessoas, mesmo dentro da zona de assentamento, garantindo a morte lenta de muitos shtetls. Em 1887, as cotas de judeus permitidos no ensino secundário e superior foram apertadas para 10% dentro da zona de assentamento, 5% fora da zona, exceto Moscou e São Petersburgo, manteve-se em 3%, mesmo que a população judaica fosse maioria ou pluralidade em muitas comunidades. Foi possível evadir essas restrições ao ensino secundário combinando a taxa de matrícula privada com o exame como "estudante externo". Assim, dentro da zona de assentamento, tais alunos externos eram quase inteiramente jovens judeus. As restrições colocadas na educação, tradicionalmente altamente avaliadas nas comunidades judaicas, resultaram na ambição de se destacar sobre os pares e no aumento das taxas de emigração. Cotas especiais restringiram os judeus de entrar nas carreiras jurídicas, limitando o número de judeus admitidos no tribunal.

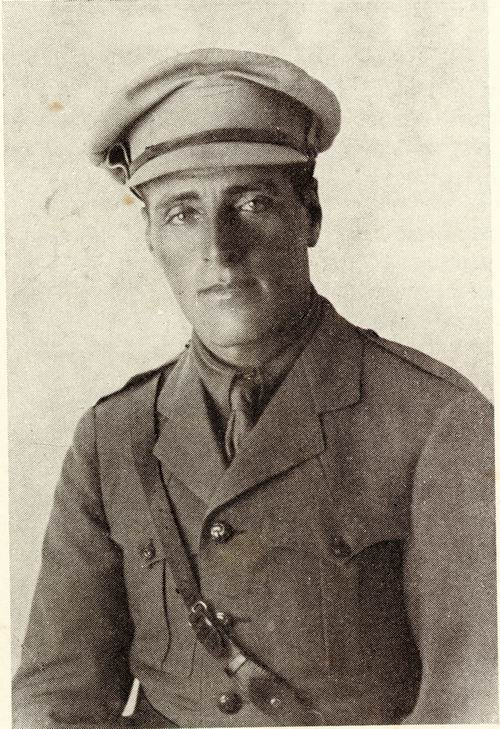
Joseph Trumpeldor, o soldado judeu mais condecorado no Exército Imperial Russo por sua bravura na Guerra Russo-Japonesa

Em 1886, um Edito de Expulsão foi aplicado aos judeus de Quieve. A maioria foi expulso de Moscou em 1891 (exceto alguns considerados úteis) e uma sinagoga recém-construída foi fechada pelas autoridades da cidade lideradas pelo irmão do Czar. Alexandre III recusou-se a reduzir as práticas repressivas e supostamente observou: "Mas nunca devemos esquecer que os judeus crucificaram o nosso Mestre e derramaram seu sangue precioso."
Em 1892, novas medidas proibiram a participação judaica nas eleições locais, apesar do grande número deles em muitas cidades da zona de assentamento. O Regulamento da Cidade proibia os judeus do direito de eleger ou serem eleitos para as Dumas de cidades. Apenas um pequeno número de judeus podia ser membro de uma Duma, mediante nomeação por comitês especiais.

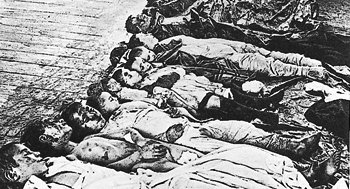
As vítimas de um pogrom de 1905 em Yekaterinoslav, na atual Ucrânia

Uma onda maior de pogroms estourou em 1903-06, deixando cerca de 1 mil judeus mortos e entre 7 mil e 8 mil feridos.[carece de fontes?]
Durante o final do século XIX e início do século XX, o Império Russo não tinha apenas a maior população judaica do mundo, mas na verdade a maioria dos judeus do mundo viviam em suas fronteiras. De acordo com o censo russo de 1897, a população judaica total da Rússia era de 5 189 401 pessoas de ambos os sexos (4.13% da população total). Desse total, 93,9% viviam nas 25 províncias da zona de assentamento. A população total da localidade ascendeu a 42 338 367 — destes, 4 805 354 (11,5%) eram judeus.
Cerca de 450 mil soldados judeus serviram no exército russo durante a Primeira Guerra Mundial e lutaram lado a lado com seus companheiros eslavos. Quando centenas de milhares de refugiados da Polônia e da Lituânia, entre eles inúmeros judeus, fugiram do terror antes da invasão inimiga, a zona de assentamento de fato deixou de existir. A maioria das restrições educacionais aos judeus foi removida com a nomeação do deputado Pavel Ignatiev como ministro da educação.

### Emigração em massa
Mesmo que as perseguições proporcionassem o ímpeto para a emigração em massa, havia outros fatores relevantes que podem explicar a migração dos judeus. Após os primeiros anos de grande emigração da Rússia, o parecer positivo dos emigrantes nos Estados Unidos incentivou uma maior emigração. Na verdade, mais de dois milhões de judeus fugiram da Rússia entre 1880 e 1920. Enquanto uma grande maioria emigrou para os Estados Unidos, alguns se voltaram para o sionismo. Em 1882, membros da Bilu e da Hovevei Zion fizeram o que veio a ser conhecido como a Primeira Aliá na Palestina; depois, em uma parte do Império Otomano.
O governo czarista estimulou esporadicamente a emigração judaica. Em 1890, aprovou o estabelecimento da "Sociedade para o Apoio de Agricultores e Artesãos Judeus na Síria e na Palestina" (conhecido como o "Comitê de Odessa" liderado por Leon Pinsker) dedicado a aspectos práticos no estabelecimento de assentamentos agrícolas judaicos na Palestina.

### Judeus da Duma
No total, havia pelo menos doze deputados judeus na Primeira Duma (1906–1907), caindo para três ou quatro na Segunda Duma (de fevereiro a junho de 1907), dois na Terceira (1907–1912) e novamente três na Quarta, eleita em 1912. Os convertidos ao cristianismo como Mikhail Herzenstein e Ossip Pergament ainda eram considerados judeus pela opinião pública (e antissemita) e, na maioria das vezes, são incluídos nesses números.

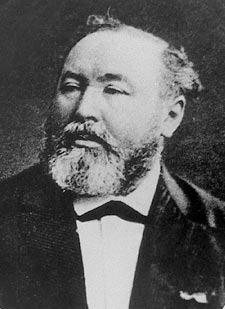
Osip Gunzburg, fundador da Sociedade para a Promoção da Cultura entre os Judeus da Rússia e o pai de Horace Günzburg

Nas eleições de 1906, o Partido Trabalhista Judeu (Bund) fez um acordo eleitoral com o Partido dos Trabalhadores da Lituânia (Trudoviks), que resultou na eleição para a Duma de dois candidatos (não relacionados ao Bund) nas províncias da Lituânia: Shmaryahu Levin para a província de Vilnius e Leon Bramson para a província de Kaunas. Entre os outros deputados judeus estavam Maxim Vinaver, presidente da Liga para a Obtenção de Direitos Iguais para os Judeus na Rússia (Folksgrupe) e co-fundador do Partido Constitucional Democrata (de Kadets), Nissan Katzenelson (província da Curlândia, sionista, Kadet), Moisei Yakovlevich Ostrogorsky (Província de Grodno), o advogado Simon Yakovlevich Rosenbaum (província de Minsk, sionista, Kadet), Mikhail Isaakovich Sheftel (província de Ekaterinoslav, Kadet), Grigory Bruk, Benyamin Yakubson, Zakhar Frenkel, Solomon Frenkel, Meilakh Chervonenkis. Havia também um deputado caraíta crimeano, Solomon Krym. Três dos deputados judeus, Bramson, Chervonenkis e Yakubson, juntaram-se à facção trabalhista; nove outros se juntaram à fração Kadet. De acordo com Rufus Learsi, cinco deles eram sionistas, incluindo Shmaryahu Levin, Victor Jacobson e Simon Yakovlevich Rosenbaum.
Dois deles, Grigori Borisovich Iollos (província de Poltava) e Mikhail Herzenstein (1859-1906 em Terijoki), ambos do Partido Constitucional Democrata, foram assassinados pelo grupo terrorista antissemita Centenas Negras. "O Russkoye Znamya declara abertamente que os 'verdadeiros russos' assassinaram Herzenstein e Iollos com conhecimento de autoridades e lamentam que apenas dois judeus tenham morrido em uma cruzada contra os revolucionários".
A segunda Duma incluía sete deputados judeus: Shakho Abramson, Iosif Gessen, Vladimir Matveevich Gessen, Lazar Rabinovich, Yakov Shapiro (todos eles Kadets) e Victor Mandelberg (um social-democrata da Sibéria), além de um convertido ao cristianismo, o advogado Ossip Pergament (Odessa). Os dois membros judeus da Terceira Duma eram o juiz Leopold Nikolayevich (ou Lazar) Nisselovich (província de Curlândia, Kadet) e Naftali Markovich Friedman (província de Kaunas, Kadet). Pergament foi reeleito e morreu antes do final de seu mandato. Friedman foi o único reeleito para a Quarta Duma em 1912, acompanhado por dois novos deputados, Meer Bomash e Ezekiel Gurevich.

### No movimento revolucionário

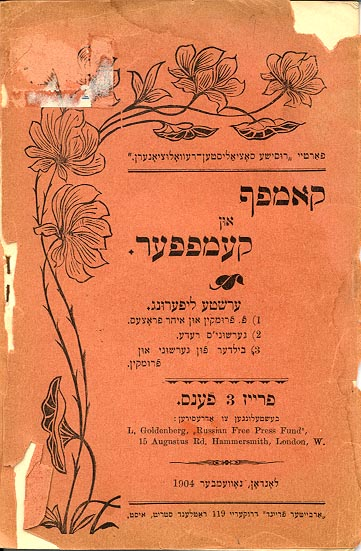
Kampf un kempfer, um panfleto iídiche publicado pela filial exilada do Partido Socialista Revolucionário em Londres, em 1904

Muitos judeus eram proeminentes nos partidos revolucionários russos. A ideia de derrubar o regime czarista era atraente para muitos membros da intelligentsia judaica por causa da opressão de nações não-russas e não ortodoxas dentro do Império Russo. Pela mesma razão, muitos não-russos, notadamente letões ou poloneses, estavam desproporcionalmente representados nas lideranças partidárias.
Em 1897, foi constituída a União Judaica Trabalhista (Bund). Muitos judeus se juntaram às fileiras de dois dos principais partidos revolucionários: Partido Socialista Revolucionário e Partido Operário Social-Democrata Russo — ambas as facções bolcheviques e mencheviques. Um número notável de membros do partido bolchevique era etnicamente judaica, especialmente na liderança do partido, e a porcentagem de membros do partido judeu entre os mencheviques rivais era ainda maior. Tanto os fundadores como os líderes da facção menchevique, Julius Martov e Pavel Akselrod, eram judeus.
Como alguns dos principais bolcheviques eram judeus étnicos, e o bolchevismo apoiava uma política de promoção da revolução proletária internacional — mais notavelmente, no caso de Leon Trótski —, muitos inimigos do bolchevismo, assim como os antissemitas contemporâneos, desenhavam um quadro do comunismo como uma ofensa política aos judeus e os acusavam de perseguir o bolchevismo para beneficiar os interesses judaicos, refletidos nos termos bolchevismo judaico ou judeu-bolchevismo.[carece de fontes?] A ideologia ateísta e internacionalista original dos bolcheviques era incompatível com o tradicionalismo judaico. Membros do partido como Trótski ecoavam sentimentos que rejeitavam a herança judaica no lugar do "internacionalismo".
Logo após a tomada do poder, os bolcheviques estabeleceram o Yevsektsiya, a seção judaica do Partido Comunista, a fim de destruir os partidos Bund e sionistas rivais, suprimir o judaísmo e substituir a cultura judaica tradicional pela "cultura proletária". Em março de 1919, Vladimir Lenin proferiu o discurso "Sobre os Pogroms Contra os Judeus" em um disco de gramofone. Ele procurou explicar o fenômeno do antissemitismo em termos marxistas. Segundo Lenin, o antissemitismo era uma "tentativa de desviar o ódio dos trabalhadores e camponeses dos exploradores para os judeus". Ligando o antissemitismo à luta de classes, ele argumentou que era apenas uma técnica política usada pelo czar para explorar o fanatismo religioso, popularizar o regime despótico e impopular e desviar a raiva popular para um bode expiatório. A União Soviética também manteve oficialmente essa interpretação marxista-leninista sob Josef Stalin, que expôs a crítica de Lenin ao antissemitismo. No entanto, isso não impediu a repressão amplamente divulgada dos intelectuais judeus de 1948 a 1953, quando Stalin associava cada vez mais os judeus ao "cosmopolitismo" e ao pró-americanismo.
Os judeus eram proeminentes no Partido Constitucional Democrata russo, no Partido Social Democrata da Rússia (menchevique) e no Partido Socialista Revolucionário. O movimento anarquista russo também incluiu muitos revolucionários judeus proeminentes. Na Ucrânia, líderes anarquistas makhnovistas também incluíram vários judeus.
As tentativas do Bund socialista de ser o único representante do trabalhador judeu na Rússia sempre conflitaram com a ideia de Lenin de uma coalizão universal de trabalhadores de todas as nacionalidades. Como alguns outros partidos socialistas na Rússia, o Bund inicialmente se opunha à tomada do poder pelos bolcheviques em 1917 e à dissolução da Assembleia Constituinte da Rússia. Consequentemente, o Bund sofreu repressões nos primeiros meses do regime soviético.[carece de fontes?] No entanto, o antissemitismo de muitos brancos durante a Guerra Civil Russa fez com que muitos, se não a maioria dos membros do Bund, aderissem prontamente aos bolcheviques, e a maioria das facções acabou se fundindo com o Partido Comunista. O movimento se dividiu em três; a identidade Bundista sobreviveu na Polônia entre guerras, enquanto muitos Bundistas se juntaram aos mencheviques.

### Dissolução e apreensão de propriedades e instituições

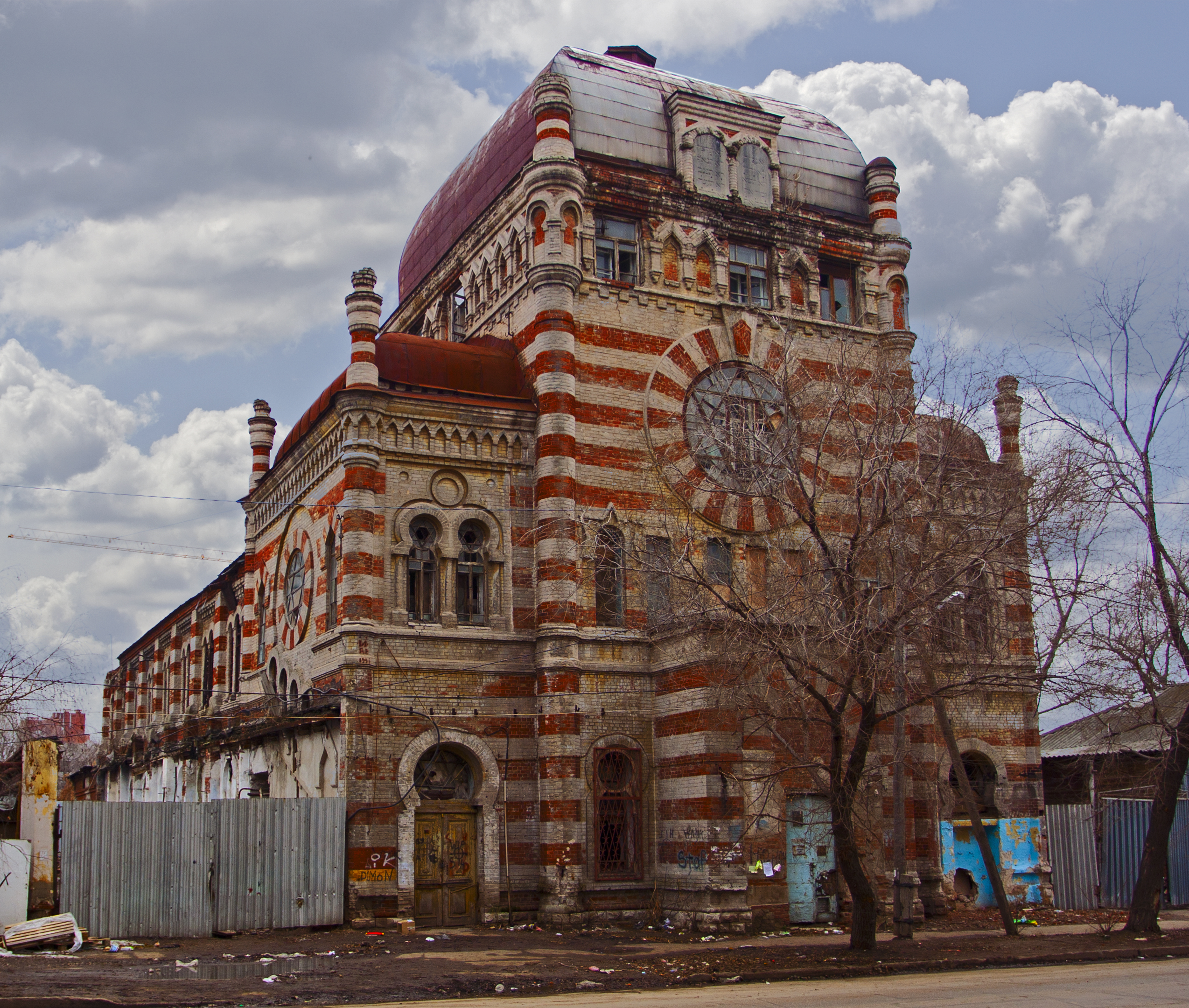
Sinagoga do coral de Samara, em Samara, Rússia. Foi fechada pelo governo soviético em 1929.

Em agosto de 1919 propriedades judaicas, incluindo sinagogas, foram apreendidas e muitas comunidades judaicas foram dissolvidas. As leis antirreligiosas contra todas as expressões de religião e educação religiosa foram impostas à população judaica, assim como em outros grupos religiosos. Muitos rabinos e outros oficiais religiosos foram forçados a renunciar de seus postos sob a ameaça de perseguição violenta. Esse tipo de perseguição continuou até os anos 1920.
Em 1921, um grande número de judeus optou pela Polônia, como eles tinham direito por um tratado de paz em Riga para escolher o país que preferiam. Várias centenas de milhares se juntaram à já numerosa população judaica da Polônia.
Os anos caóticos da Primeira Guerra Mundial, as revoluções de fevereiro e outubro e a Guerra Civil foram terreno fértil para o antissemitismo endêmico da Rússia czarista. Durante a Grande Guerra, os judeus eram frequentemente acusados de simpatizar com a Alemanha e muitas vezes perseguidos.
Os pogroms foram desencadeados durante a Guerra Civil Russa, perpetrados por praticamente todas as facções concorrentes, de nacionalistas poloneses e ucranianos aos Exércitos Vermelho e Branco. 31 071 judeus civis foram mortos durante pogroms documentados em todo o antigo Império Russo; o número de órfãos judeus ultrapassou os 300 000. A maioria dos pogroms na Ucrânia durante 1918 e 1920 foi perpetrada pelos nacionalistas ucranianos, diversos bandos e forças anticomunistas.
| Autor                                     | Número de pogroms ou excessos | Número de mortes |
| ----------------------------------------- | ----------------------------- | ---------------- |
| Bando de Hryhoriiv                        | 52                            | 3,471            |
| Diretório da República Nacional Ucraniana | 493                           | 16,706           |
| Exército branco                           | 213                           | 5,235            |
| Diversos bandos                           | 307                           | 4,615            |
| Exército vermelho                         | 106                           | 725              |
| Outros                                    | 33                            | 185              |
| Exército polonês                          | 32                            | 134              |
| Total                                     | 1,236                         | 31,071           |

## União Soviética

### Governo de Lenin: 1917–1924
Continuando a política dos bolcheviques antes da Revolução, Lenin e o Partido Bolchevique condenaram fortemente os pogroms, incluindo as denúncias oficiais em 1918 pelo Conselho do Comissariado do Povo. A oposição aos pogroms e às manifestações do antissemitismo russo nessa época foi complicada tanto pela política bolchevique oficial de assimilação quanto por todas as minorias nacionais e religiosas, e preocupações sobre enfatizar demais as preocupações dos judeus por medo de exacerbar o antissemitismo popular, já que as forças Brancas estavam identificando abertamente o regime bolchevique com os judeus.
Lenin registrou oito de seus discursos em gramofone em 1919. Apenas sete destes foram novamente regravados e colocados à venda. O único suprimido na era Nikita Khrushchov registrou suas opiniões sobre o antissemitismo:
A polícia czarista, unida aos latifundiários e capitalistas, organizava pogroms contra os judeus. Os latifundiários e capitalistas tentavam direcionar contra os judeus o ódio dos trabalhadores e camponeses atribulados por suas necessidades [...] Apenas as pessoas totalmente ignorantes ou embrutecidas podem acreditar nas mentiras e calúnias disseminadas contra os judeus [...] Os inimigos dos trabalhadores não são os judeus, e sim os capitalistas de todos os países. Entre os judeus, os operários esforçados são maioria ‒ e eles são nossos irmãos também oprimidos pelo capital, nossos camaradas na luta pelo socialismo ‒, mas há também cúlaques, exploradores e capitalistas, tal como entre os russos e entre todas as nações [...] Os ricaços judeus, tal como os ricaços russos e de todos os países, unidos uns aos outros, subjugam, oprimem, espoliam e dividem o operariado [...] Maldito seja o abominável czarismo, que atormentava e perseguia os judeus. Malditos sejam os que semeiam a hostilidade aos judeus e o ódio a outras nações.— Vladimir Lenin, 1919
Lenin foi apoiado pelo movimento trabalhista sionista (Poale Zion), então sob a liderança do teórico marxista Ber Borochov, que lutava pela criação de um Estado operário judeu na Palestina e também participou da Revolução de Outubro (e no cenário político soviético posterior até ser banido por Stalin em 1928). Embora Lenin permanecesse contrário a formas externas de antissemitismo (e todas as formas de racismo), permitindo que o povo judeu ascendesse aos mais altos cargos de partido e estado, certos historiadores como Dmitri Volkogonov argumentam que o registro de seu governo a esse respeito era altamente desigual. Um historiador ex-oficial soviético (tornando-se um anti-comunista ferrenho), Volkogonov alega que Lenin estava ciente dos pogroms realizados por unidades do Exército Vermelho durante a guerra com a Polônia, particularmente aqueles realizados pelas tropas de Semion Budionny, embora toda a questão tenha sido efetivamente ignorada. Volkogonov escreve que, "enquanto condenava o antissemitismo em geral, Lenin não conseguiu analisar, muito menos erradicar, sua prevalência na sociedade soviética." Da mesma forma, a hostilidade do regime soviético em relação a toda religião não fez exceção para o judaísmo, e a campanha de 1921 contra a religião viu a tomada de muitas sinagogas (se isso deve ser considerado antissemitismo é uma questão de definição; as igrejas ortodoxas receberam o mesmo tratamento). De qualquer forma, ainda havia um bom grau de tolerância para a prática religiosa judaica na década de 1920: na capital bielorrussa Minsk, por exemplo, das 657 sinagogas existentes em 1917, 547 ainda estavam funcionando em 1930.
Segundo o historiador judeu Zvi Gitelman: "Nunca antes na história da Rússia – e nunca mais um governo se esforçou tanto para desenraizar e acabar com o antissemitismo."
Em contraste com a situação após o início da coletivização forçada e da industrialização vertiginosa no final da década de 1920, a Nova Política Econômica de 1921–1928 também ofereceu oportunidades econômicas aos comerciantes e artesãos judeus soviéticos. Como a maioria dos capitalistas não judeus havia fugido durante a Guerra Civil, os judeus tiveram um papel desproporcional entre os "NEPmen" que constituíram o setor privado na década de 1920. A partir da década de 1930, porém, as leis soviéticas ofereciam quase nenhuma independência econômica aos artesãos e nenhuma aos comerciantes. Para muitos artesãos e comerciantes judeus, as políticas soviéticas levaram à perda de suas propriedades e comércio.

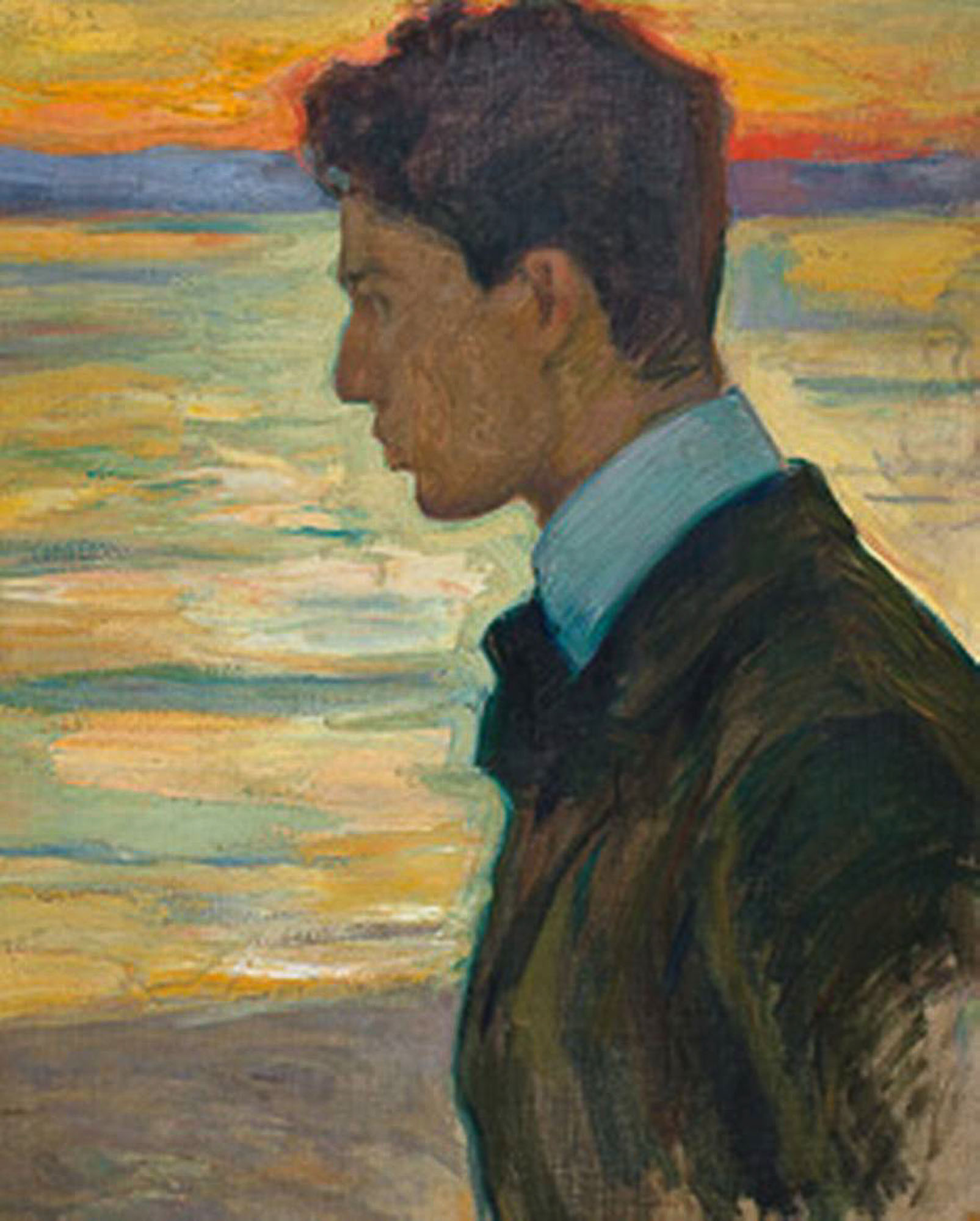
Boris Pasternak foi famoso poupado durante o Grande Expurgo por Stalin com a frase: "Seja este habitante das nuvens!".

Segundo o censo de 1926, o número total de judeus na URSS era de 2.672.398 — dos quais 59% viviam na Ucrânia Soviética, 15,2% na RSS da Bielorrússia, 22% na RSFS da Rússia e 3,8% em outras repúblicas soviéticas.

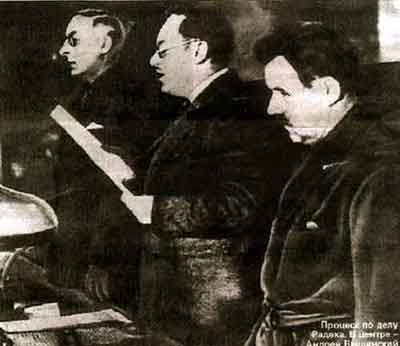
Procurador Geral Vyshinsky (centro), lendo a acusação de 1937 contra Karl Radek durante o 2º Julgamento de Moscou

### Política étnica sob Stalin: 1924–1940
Os judeus russos eram há muito considerados um grupo étnico semítico não nativo entre os russos eslavos, e essa categorização se solidificou quando as minorias étnicas na União Soviética foram categorizadas de acordo com a etnia (em russo: национальность; lit. "nacionalidade"). Em sua obra teórica O Marxismo e o Problema Nacional de 1913, Stalin descreveu os judeus como não "uma nação viva e real, mas algo místico, imperceptível e de além-túmulo. Pois — repito — que nação judaica é essa, composta de judeus georgianos, daguestanos, russos, norte-americanos e outros judeus que não se compreendem entre si (porque falam idiomas distintos), vivem em diferentes partes do planeta, não se verão nunca uns aos outros, não atuarão jamais conjuntamente, nem nos tempos de paz nem nos tempos de guerra?" Segundo Stalin, que tornou-se o Comissário do Povo para Assuntos de Nacionalidades após a revolução, para se qualificar como nação, uma minoria era obrigada a ter uma cultura, uma língua e uma pátria.
O iídiche, ao invés do hebraico, seria a língua nacional e da literatura e as artes socialistas proletárias substituiriam o judaísmo como a quintessência da cultura. O uso do iídiche foi fortemente incentivado na década de 1920 em áreas da URSS com populações judaicas substanciais, especialmente nas Repúblicas Socialistas Soviéticas da Ucrânia e da Bielorrússia. O iídiche era um dos quatro idiomas oficiais da RSS bielorrusso, ao lado do bielorrusso, russo e polonês. A igualdade das línguas oficiais foi levada a sério. Um visitante que chegava à principal estação de trem da capital bielorrussa Minsk via o nome da cidade escrito nos quatro idiomas acima da entrada da estação principal. O iídiche era uma linguagem de jornais, revistas, publicação de livros, teatro, rádio, cinema, correios, correspondência oficial, material eleitoral e até mesmo na corte judaica central. Escritores iídiche como Sholom Aleichem e Mendele Mocher Sforim foram celebrados na década de 1920 como heróis judeus soviéticos.
Minsk tinha um sistema escolar público de língua iídiche apoiado pelo estado, que se estendia do jardim de infância à seção de língua iídiche da Universidade Estatal da Bielorrússia. Embora os alunos judeus tendessem a estudar russo à medida que iam para o ensino médio e superior, 55,3% dos alunos judeus da escola primária da cidade frequentavam escolas de língua iídiche em 1927. Em seu auge, o sistema escolar de iídiche soviético tinha 160 mil alunos. Tamanho era o prestígio da bolsa de estudos em iídiche de Minsk que pesquisadores treinados em Varsóvia e Berlim se candidataram a cargos docentes na universidade. Tudo isso leva a historiadora Elissa Bemporad a concluir que esta "cidade judia muito comum" foi na década de 1920 "uma das capitais mundiais da língua e cultura iídiche".
Os judeus também desempenharam um papel desproporcional na política bielorrussa e na política soviética em geral na década de 1920, especialmente por meio do setor de língua iídiche do Partido Bolchevique, o Yevsektsiya. Como havia poucos bolcheviques judeus antes de 1917 (com algumas exceções proeminentes como Zinoviev e Kamenev), os líderes da Yevsektsiya na década de 1920 eram em grande parte ex-bundistas, que perseguiam como bolcheviques sua campanha pela educação e cultura judaica secular. Embora, por exemplo, apenas um pouco mais de 40% da população de Minsk fosse judia na época, 19 de seus 25 secretários de célula do Partido Comunista eram judeus em 1924. A predominância de judeus nas células do partido era tal que várias reuniões de células eram realizadas em iídiche. Na verdade, o idioma era falado nas reuniões do partido em toda a cidade em Minsk até o final dos anos 1930.